# Parafia Matki Bożej Anielskiej w Zakliczynie
Parafia Matki Bożej Anielskiej w Zakliczynie – parafia rzymskokatolicka w dekanacie Zakliczyn w diecezji tarnowskiej.
Kościół parafialny i klasztorny reformatów został wybudowany w latach 1641–1650 z fundacji ówczesnego właściciela Zygmunta Tarły, w celu przeciwstawienia się silnym tu wpływom arian. Mieści się przy ulicy Klasztornej.